# Corina Popovici
Corina Popovici (ur. 25 lipca 1987) – rumuńska skoczkini do wody. Brała udział w Mistrzostwach Świata w Pływaniu 2009. Zajęła w nich 29. miejsce na 31. możliwych. Zdobyła wtedy 228.45 punktów. Za nią uplasowała się Malezyjka Traisy Vivien Tukiet (219.80 pkt.), a przed nią Serbka Milica Stjepanovic (235.70 pkt.).